# 와이드 17
《와이드 17》는 주말 오후 5시에 방송되는 연합뉴스TV의 주말 종합뉴스 프로그램이다.

## 경쟁 뉴스 프로그램
- YTN 뉴스와이드 (YTN)